# إيما كينيدي
إيما كينيدي (بالإنجليزية: Emma Kennedy) هي مقدمة تلفزيونية وصحفية وكاتِبة وممثلة بريطانية، ولدت في 28 مايو 1967 في Corby ‏ في المملكة المتحدة.

## وصلات خارجية
- الموقع الرسمي
- إيما كينيدي على موقع IMDb (الإنجليزية)
- إيما كينيدي على موقع ألو سيني (الفرنسية)
- إيما كينيدي على موقع ميوزك برينز (الإنجليزية)
- إيما كينيدي على موقع أول موفي (الإنجليزية)
- إيما كينيدي على موقع قاعدة بيانات الفيلم (الإنجليزية)
- إيما كينيدي على موقع كينوبويسك (الروسية)